# Take It Down
Take It Down（テイクイットダウン）は、全米行方不明・被搾取児童センターが運営するオンラインプラットフォーム。Metaの出資を受けて2023年にリリースされた。
ユーザーはTake It Down上で申請することで、自身が未成年の時に撮影された性的な画像や動画をTake It Downに加盟するサービス上から削除し再度投稿されないように支援を受けることができる。未成年者だけでなく、画像や動画の撮影時に未成年であれば成年者であっても利用できるほか、未成年者の保護者等が代理で申請することもできる。

## 沿革
SNS上において未成年者に対するリベンジポルノが増加していることを受けて、Metaの出資のもと全米行方不明・被搾取児童センターが2023年2月にTake It Downをリリースした。この時点での対応言語は英語とスペイン語であったが、2024年2月には29の言語に対応した。2024年5月に日本語に対応した。

## 仕組み
ユーザーが自身が保有する対象の画像や動画をTake It Down上で選択することで、ハッシュ値が生成される。なお、この際その画像や動画がTake It Downにアップロードされることはない。また、ハッシュ値から画像を復元することもできない。生成されたハッシュ値はTake It Downに加盟するサービスに共有される。その後、それぞれの加盟サービス上でそのハッシュ値と一致する画像や動画が検出された場合に削除し、再び投稿されることがないように監視される。

### 加盟サービス
Take It Downに加盟するサービスは以下の通りである。
Facebook（Messengerを含む）、Instagram、Threads、TikTok、Snapchat、Yubo、OnlyFans、Pornhub、Clips4Sale、RedGIFs